# Дэллоуэй
«Дэллоуэй» (фр. Dalloway) — предстоящий французский триллер 2025 года режиссёра Яна Гозлана, по сценарию, написанному им совместно с Николя Буве-Левраром и Томасом Крюйтхофом. Экранизация романа Татьяны де Ронэ «Цветы тьмы» 2020 года. Главные роли в фильме исполнили Сесиль де Франс, Анна Муглалис, Фредерик Пьеро, Ларс Миккельсен, Фрея Мейвор и Дуглас Граувельс. Фильм совместного производства Франции и Бельгии.
Премьера фильма запланирована на 16 мая 2025 года в секции «Полуночные показы» на 78-м Каннском кинофестивале .

## Сюжет
Чтобы найти вдохновение для своего нового романа, писательница Кларисса участвует в престижной программе с проживанием в резиденции для художников. Благодаря этому гранту она знакомится с ультрасовременным виртуальным помощником Дэллоуэй. Это приложение с искусственным интеллектом, которое должно помогать ей писать во время проживания в резиденции и служить её компаньоном. Но на самом деле Кларисса чувствует, что Дэллоуэй всё больше пытается стать частью её жизни. Вскоре она начинает подозревать, что за ней следят. Её подозрения подкрепляет другой участник программы, информатор, который предупреждает её о приложении ИИ. Тогда Кларисса начинает самостоятельное расследование, чтобы выяснить истинные намерения своих хозяев.

## В ролях
- Сесиль де Франс — Кларисса
- Милен Фармер — Дэллоуэй (голос)
- Анна Муглалис — Энн Девинтер
- Фредерик Пьеро
- Ларс Миккельсен
- Фрейя Мейвор
- Дуглас Граувельс

## Производство
«Дэллоуэй» — шестой полнометражный фильм французского режиссёра Яна Гозлана. Он написал сценарий вместе с Николя Буве-Левраром и Томасом Круитхофом, с которым ранее сотрудничал над триллером «Чёрный ящик» (2021). Фильм «Дэллоуэй» вдохновлён романом Татьяны де Ронэ «Цветы тьмы» (фр. Les Fleurs de l’ombre), опубликованным в 2020 году, действие которого происходит в недалёком будущем. Главная роль досталась бельгийской актрисе Сесиль де Франс. Позднее к актёрскому составу присоединились Анна Муглалис, Фредерик Пьеро, Ларс Миккельсен, Фрея Мавор и бельгийский актёр Дуглас Граувельс. Для озвучивания ИИ-помощника была нанята певица Милен Фармер.
Съёмки планировалось продолжать до середины августа 2024 года. Всего было запланировано 45 съёмочных дней, из них 35 — в Брюсселе. Оператором-постановщиком стал Ману Дакосс, а монтажом занимался давний партнер Гозлана, Валентин Ферон.
Продюсерами фильма выступили Эрик и Николя Альтмайер из компании Mandarin & Compagnie совместно с Gaumont. Сопродюсерами выступили бельгийские компании Panache Production и La Compagnie Cinématographique. Кинопроект также получил финансовую поддержку от валлонских правительственных инициатив, таких как Wallimage и Screen.Brussels.
Премьера фильма запланирована на 16 мая 2025 года в секции «Полуночные показы» на 78-м Каннском кинофестивале .
Международным прокатом фильма занимается компания Gaumont, которая планирует выпустить фильм в прокат во Франции 17 сентября 2025 года.